# بئر خطاب (الرقة)
بئر خطاب قرية سورية تتبع ناحية المنصورة في منطقة الثورة في محافظة الرقة. بلغ عدد سكانها 460 نسمة في عام 2004 حسب إحصاء المكتب المركزي للإحصاء.